# Chandra Ahlsell
Chandra Devi Waltersdotter Ahlsell, född 29 mars 1973, är en svensk formgivare.
Chandra Ahlsell utbildade sig på Pratt Institutes School of Design i New York och därefter 2000–2005 i industridesign på Konstfack i Stockholm.
Hon driver sedan 2005 tillsammans med Anna Lovisa Holmquist i formgivningsbyrån Folkform i Stockholm.
Chandra Ahlsell och Anna Lovisa Holmquist fick 2019 Bruno Mathsson-priset med motiveringen: "Prestigelöst och processinriktat fördjupar de sig i den traditionella industri- och hantverkskunskap som riskerar att gå förlorad, och skapar nya konstnärliga och distinkta uttryck".